# Музэнерго
МузЭне́рго (MuzEnergo) — фестиваль импровизационной музыки, проводившийся с 2007 по 2022 годы. Основан в наукограде Дубна (север Московской области), где проводилась основная масса мероприятий, однако уже с 2008 года сольные и сборные фестивальные концерты стали проводиться в Москве, а затем и в других городах России. Итоговая география фестиваля и гастрольного проекта «МузЭнергоТур», ставшего его развитием в 2013-2015 гг., охватывает территорию от Калининграда до села Валентин (побережье Японского моря) и от Архангельска до Новороссийска.
Фестиваль реализован как альтернатива распространённой схеме организации концертных событий в области такой музыки, как джаз, авангард, этника и так далее. Ориентирован в первую очередь на молодые коллективы и иностранных исполнителей, приезжающих в Россию впервые. За всё время существования фестиваля им показано аудитории более 1000 музыкантов из более чем 40 стран мира. Концертные мероприятия проводились в основном в зальном формате, в числе его площадок —клубы, дворцы культуры и филармонические залы (Барнаул, Тула, Красноярск, Хабаровск, Омск, Тюмень, Челябинск).  
Фестиваль проводился в свободном режиме — от трёх полномасштабных фестивалей в год до пропуска отдельных лет. Отдельные мероприятия фестиваля и гастрольного тура иногда вписывались в программу более известных местных событий (фестивалей «Усадьба. Jazz» в Москве, «EverJazz» в Екатеринбурге, «Голос кочевников» в Улан-Удэ, «Мир Сибири» в Шушенском, «RockLine» в Перми, «Устуу-Хурээ» в Чадане и т.п.) или проводились под эгидой целевого финансирования некоммерческими организациями (так, в 2015 году фестиваль проведён в сотрудничестве с расположенным в Дубне Объединённым институтом ядерных исследований). Последним по счёту стал 22-й фестиваль, проведённый в 2022 году в Дубне.
В 2016-м году вышел документальный фильм «Русский тур» (режиссёр — Михаил Бушков), посвящённый «МузЭнергоТуру».